# VA Big Band
VA Big Band är ett storband, baserat i Umeå. Det startades som ett fritidsprojekt i början av 1980-talet av anställda på arkitektbyrån VAB. Sen dess har några medlemmar slutat och nya tillkommit. När arkitektbyrån försvann ändrades namnet till VA Big Band. De 20 medlemmarna är i huvudsak amatörmusiker, med några undantag. Ibland förekommer även extra gästmusiker.
VA Big Band spelar vid företagsarrangemang, bröllop och andra privata arrangemang. Ibland spelar de även offentligt på restauranger eller liknande. Vissa konserter är även tillfällen till dans. De spelar i huvudsak musik skapad mellan 1930 och 1960-talet.